# Ganado (Teksas)
Ganado je grad u američkoj saveznoj državi Teksas. Prema popisu stanovništva iz 2010. u njemu je živjelo 2.003 stanovnika.